# Butser Ancient Farm

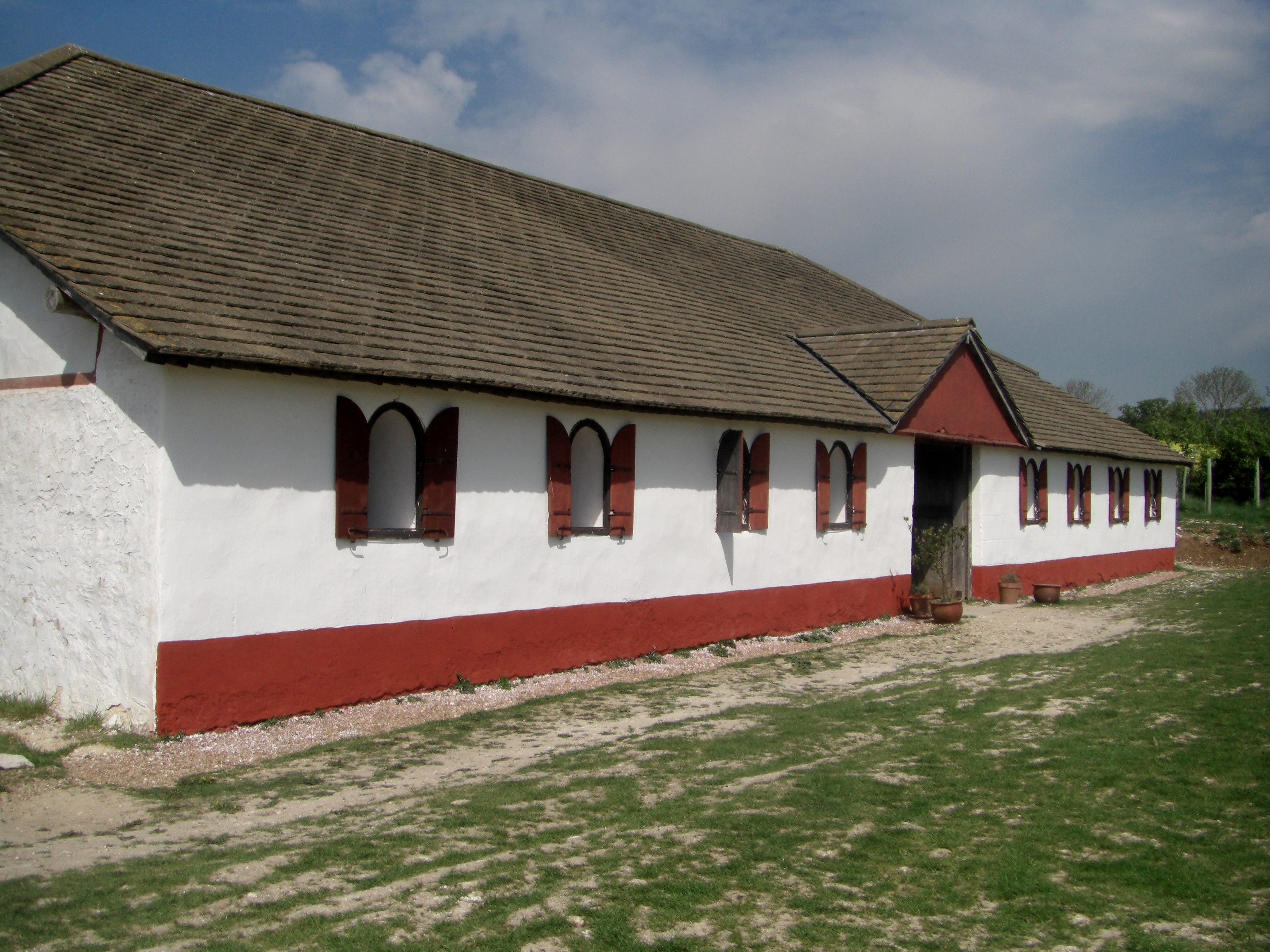
Rekonstruierte römische Villa in Butser Ancient Farm

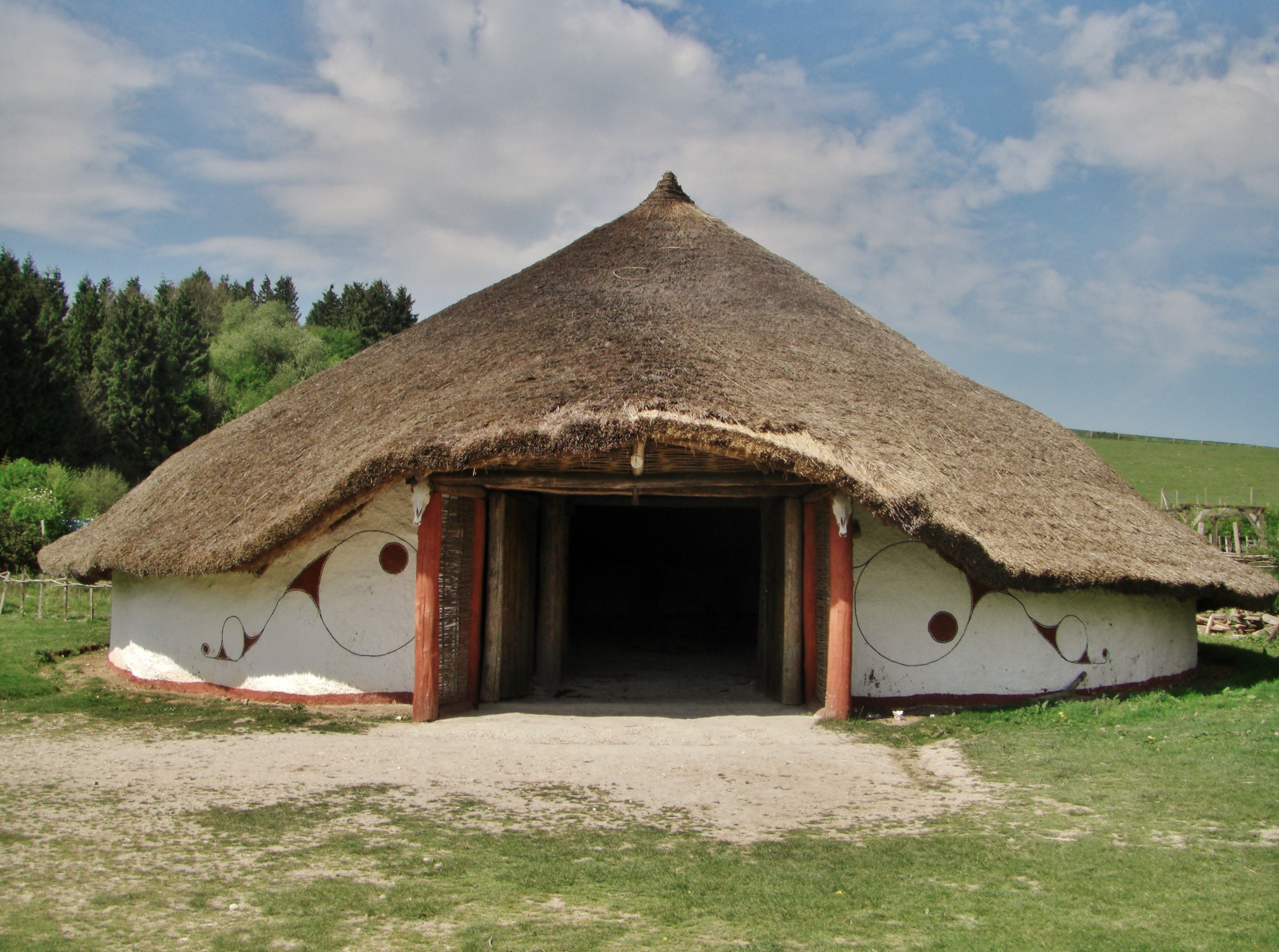
Rundhaus in Butser Ancient Farm

Die Butser Ancient Farm in der Nähe von Petersfield, Hampshire, Großbritannien ist eines der wichtigsten Zentren für experimentelle Archäologie.
Sie wurde 1972 von dem Experimentalarchäologen Peter J. Reynolds (* 6. November 1939 - † 26. September 2001) auf dem Butser Hill in Hampshire gegründet. Bereits 1976 wurde nur einige Kilometer vom Ort der ursprünglichen Farm entfernt eine weitere Anlage in Hillhampton Down eröffnet. 1989 wurde die erste Einrichtung auf dem Butser Hill geschlossen. Schließlich wurde 1991 das Projekt nach Batscom Copse in Chalton, dem heutigen Standort, der ungefähr fünf Kilometer von der ersten Anlage entfernt liegt, verlagert.
Die Einrichtung enthält den Nachbau eisenzeitlicher Häuser (Pimperne, Glastonbury Lake Village, Little Woodbury) und einer römischen Villa rustica, die im Rahmen einer Fernsehserie errichtet wurde. Außerdem befindet sich hier ein experimentelles Erdwerk (Oktogon), um Verwitterungsvorgänge zu untersuchen. Weite Anlagen dieser Art befinden sich auf dem Butser Hill und in Fishbourne. Sie werden von Martin Bell von der Universität Reading untersucht.
Für die Forschung relevant sind vor allem die Experimente, die hier zum Ertrag eisenzeitlicher Felder und zu eisenzeitlichen- und britisch-römischen Techniken der Landwirtschaft, der Nutztierhaltung und des Handwerks durchgeführt werden. Hierzu entwickelte archäologische Theorien werden auf der Farm im Feldversuch auf Stichhaltigkeit überprüft.
Erforscht wird der Zeitraum von 400 v. Chr. bis 400 n. Chr. Die Einrichtung ist für die Öffentlichkeit zu bestimmten Zeiten zugänglich. Außerdem wird ein umfangreiches museumspädagogisches Programm für Schulkinder angeboten.